# Scilitze di Madrid

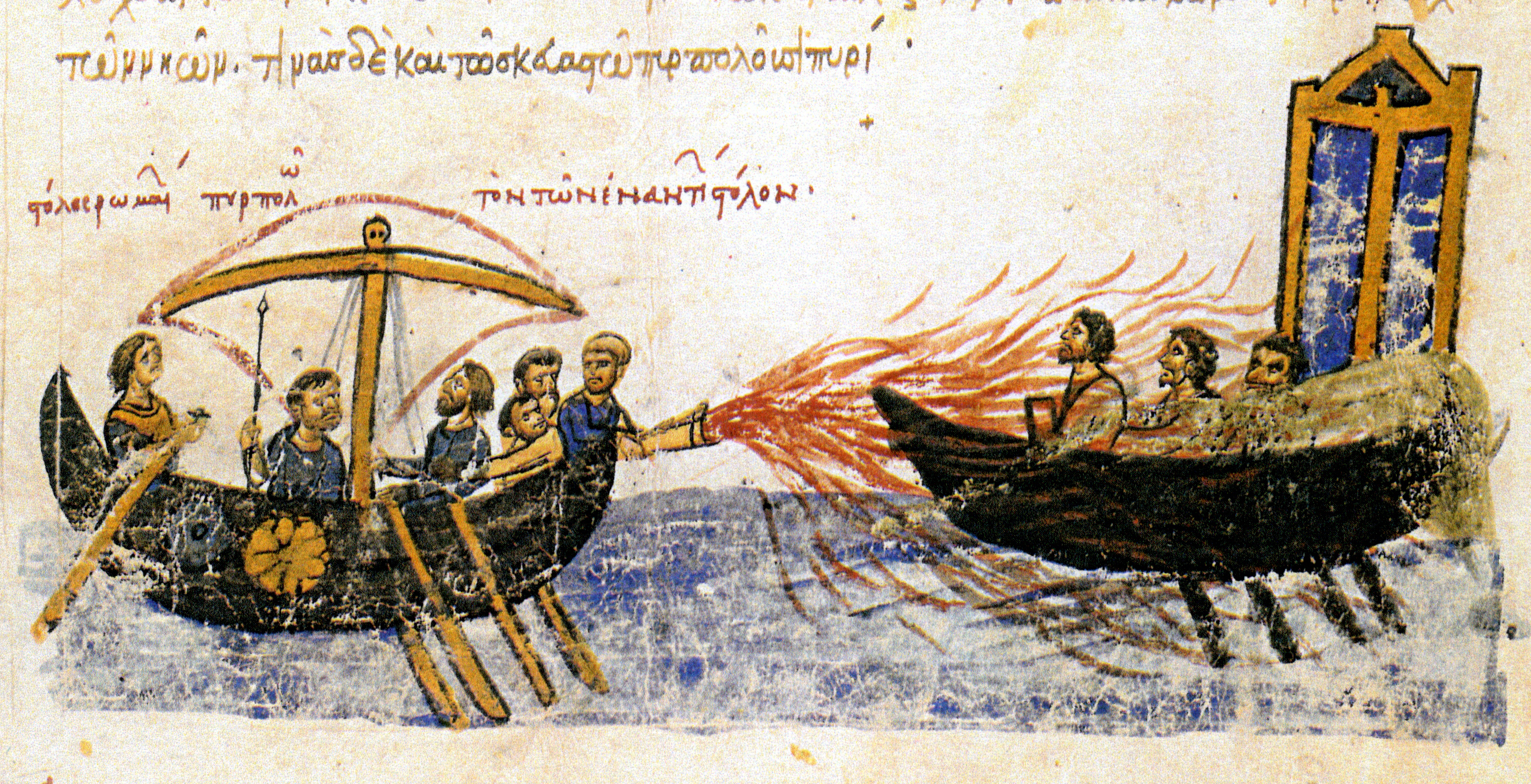
Marinai bizantini usano il fuoco greco contro il ribelle Tommaso lo Slavo

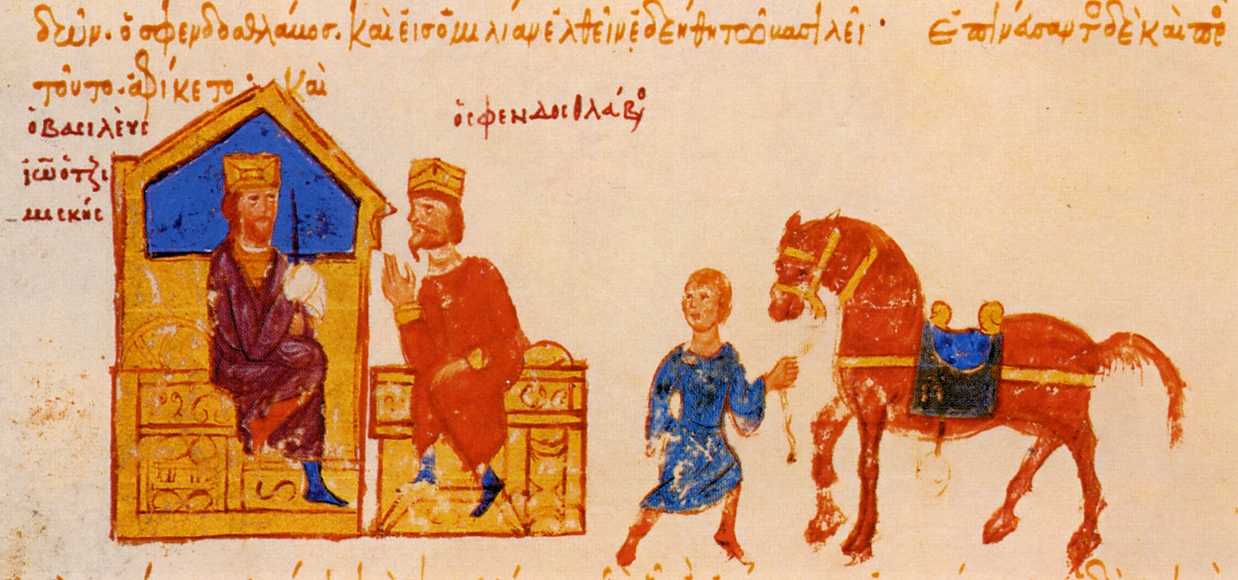
Incontro tra l'imperatore Giovanni I Zimisce e Svyatoslav di Kiev

Il cosiddetto Scilitze di Madrid (Codex Matritensis gr. Vitr. 26-2) è un manoscritto illustrato che riporta la Sinossi della Storia (Σύνοψις Ἱστοριῶν) di Giovanni Scilitze, che copre i regni degli imperatori bizantini dalla morte di Niceforo I nell'811 alla deposizione di Michele VI Bringa nel 1057.
Il manoscritto è stato prodotto in Sicilia nel XII secolo ed ora è conservato alla Biblioteca Nacional de España a Madrid; per questo è conosciuto come Madrid Skylitzes, Codex Græcus Matritensis Ioannis Skyllitzes o Skyllitzes Matritensis.
Si tratta dell'unico manoscritto illustrato di una cronaca greca giunto fino a noi, ed include 574 miniature. Una parte di esse è in stile puramente bizantino, non è chiaro se originale o riprodotto, un'altra risente dello stile occidentale.

## Galleria d'immagini

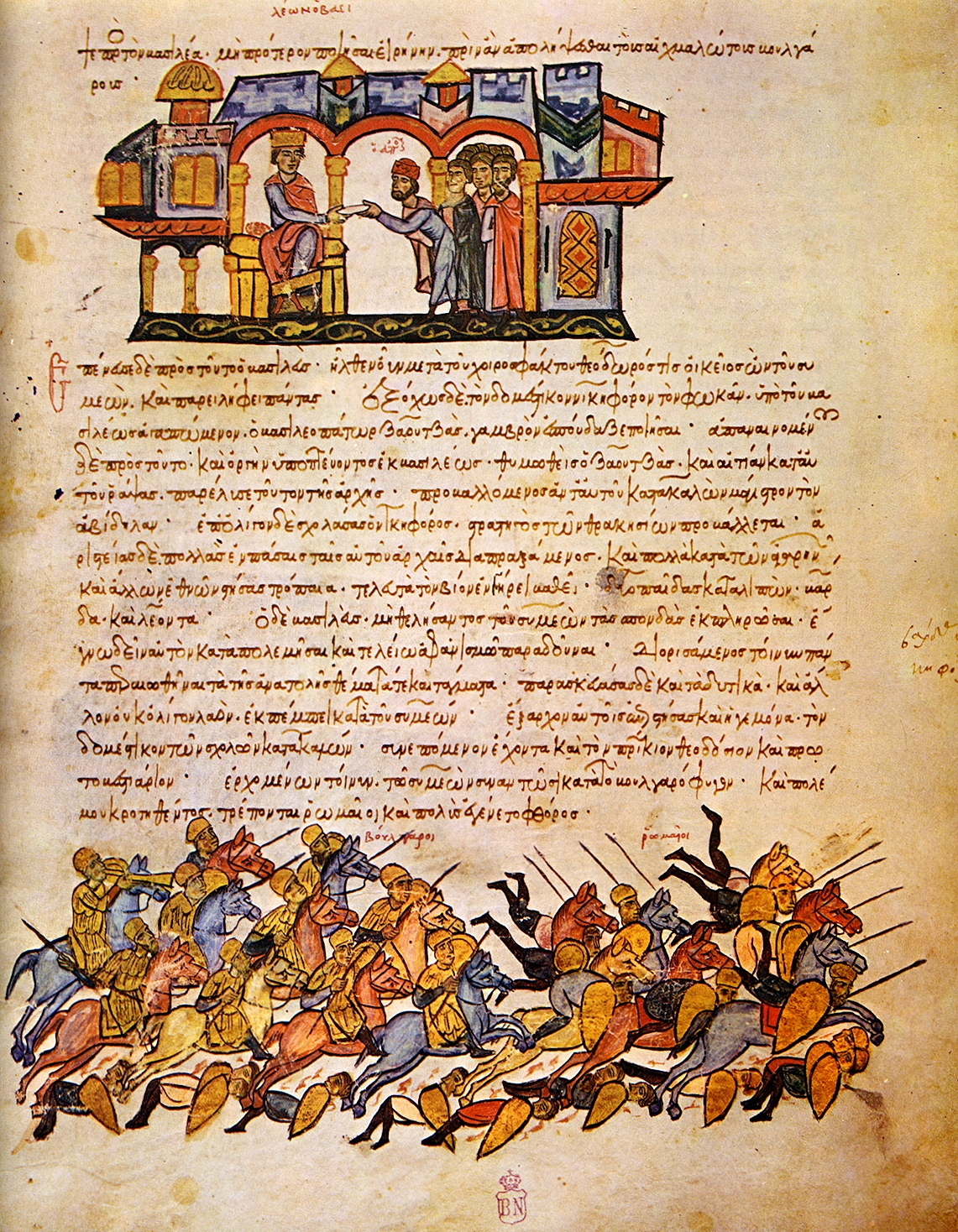
Leone VI e i Bulgari
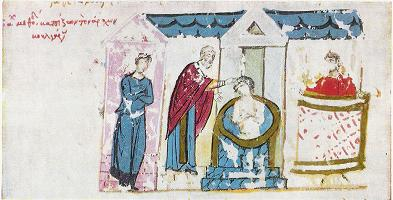
Battesimo di Boris I di Bulgaria
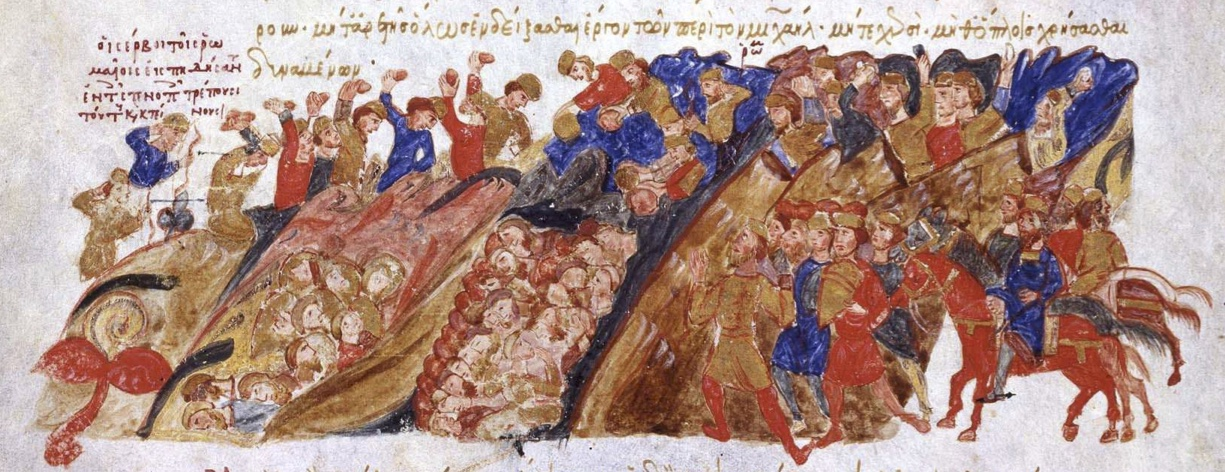
I Serbi massacrano i Bizantini nei passi di montagna